# Claes Schmidt
Claes Schmidt, senare Sara Lund, från 2020 SaraClaes Schmidt, född 19 mars 1949 i Malmö, är en svensk marknadschef, inspiratör, föreläsare, transvestit och komiker. Tillsammans med sin hustru, Anita Östensson Schmidt, som hon gifte sig med 1985, drev hon Slagthuset i Malmö 1993–2009.

## Biografi

### Privatliv
År 1989 avslöjade Claes Schmidts hustru henne som transvestit, men det dröjde 14 år innan hon gick ut offentligt 2003 och blev känd över hela landet som "Sara Lund".

### Karriär
Claes Schmidt utbildade sig till maskiningenjör 1971. Under 1970-talet spelade hen i Agneta Baumanns orkester. År 1975 bildade hon sitt eget band, COS International.
År 1981 medverkade hobbybandet Tractor på Hasse Anderssons andra LP Annat var det förr, bland annat med låten "Skomakare Anton". Tractor, där även Arne Franck och Peter Clemedsson (Hoola Bandoola Band) ingick, spelade 1984 på både Johanneshov i Stockholm och på Wembley Arena i London.  Bandet uppges ha bildats 1992, men detta motsägs av tidigare verksamhet.
Claes Schmidt var en av fem grundare av artistbolaget United Stage AB 1984 och den som gav företaget dess namn. Tre år senare, 1987, gav hen ut boken Företagens Festhandbok (Liber).
År 1990 blev hen invald i kulturföreningen Gammeldanskens Vänner. Mellan 1991 och 1995 producerade hon julshower på Tobaksbolaget i Malmö.[källa behövs] År 1992 tog hen och makan över verksamheten på nöjes- och konferensanläggningen Slagthuset i Malmö, där hen producerade farser, musikaler, fester och krogshower. Hen skrev även en svensk översättning av "Kungen & Jag" 1999.
Från 1994 var hen aktiv i Malmös krognätverk med projekt som "Krogar mot Knark" och "Ansvarsfull alkoholhantering".
Mellan 1996 och 2001 drev makarna Schmidt den anrika premiärbiografen "Palladium" på Södergatan i Malmö som privatteater. Under denna tid producerade Claes Schmidt farserna Gröna hissen, Lilla fransyskan, Fem i sex, Kuta och kör och Prosit, kommissarien.
År 2002, i samband med att lagen om likabehandling på högskolor och universitet trädde i kraft, började hen föreläsa om "trans" via ett uppdrag på Stockholms universitet.
Hen blev känd under namnet Sara Lund 2003 och föreläser därefter alltid under det namnet. Mellan 2005 och 2008 satt hon i RFSL:s förbundsstyrelse. År 2005 utsågs hon till Årets Malmöambassadör av Malmö stad.